# Schenkensee (Frankenhardt)
Schenkensee heißt eine heute zweigliedrige Seenkette im Lauf des Schenkenbachs in der Teilgemarkung Gründelhardt der Gemeinde Frankenhardt im baden-württembergischen Landkreis Schwäbisch Hall.

## Lage und Beschreibung
Die waldumschlossenen Seen liegen naturräumlich gesehen auf der dort dem Schenkenbach folgenden Grenze zwischen den Teilräumen Ellwanger Berge im Süden und Burgberg-Vorhöhen und Speltachbucht im Norden des Unterraums Ellwanger Berge und Randhöhen in den Schwäbisch-Fränkischen Waldbergen. Der Bach tritt erst wenig vor dem oberen der beiden Seen aus seiner Mörderklinge genannten Oberlaufklinge aus. Die nächsten Orte sind Hinteruhlberg etwa 0,8 km im Südwesten auf der linken Hochebene und Markertshofen etwa 1,2 km im Nordwesten im Obertal des den Schenkenbach aufnehmenden Nesselbachs, beide Weiler im Ortsteil Gründelhardt von Frankenhardt.
Die Seen liegen in den holozänen Auensedimenten des Schenkenbaches, die er in den umgebenden Gipskeuper (Grabfeld-Formation) eingelagert hat. Die Bergrücken rechtsseits des Mörders und linksseits der Schmiedsbergs ragen über den Schilfsandstein (Stuttgart-Formation) und die Unteren Bunten Mergel (Steigerwald-Formation) hinauf bis in den Kieselsandstein (Hassberge-Formation).
Der hintere, also obere der beiden heute noch bestehenden Schenkenseen ist nicht ganz 0,5 ha groß, das Wasser in ihm steht auf etwa 420 m ü. NHN und fließt durch einen Mönch ab. Er ist hinter einem ungefähr 4 m hohen Seedamm angestaut, über den ein Wirtschaftsweg verläuft, der die beiden im Tal abwärts an der linken und an der rechten Seite der Mulde verlaufenden Wirtschaftswege verbindet. Am linken, südlichen Ufer ragt eine kleine Halbinsel in die Wasserfläche, der Rundlingshügel des Burgstalls bei den Schenkenseen, der wohl schon aus der Zeit vor der Anlage der Seen stammt. Der See ist in Privatbesitz, worauf Schilder am Wegesrand deutlich genug hinweisen. Er verlandet mehr und mehr vom Einlaufbereich her. Im Sommer tanzen zuweilen Libellen über ihm. 
Zwischen dem oberen und dem unteren See läuft der Schenkenbach durch eine von hochstämmigen Bäumen bewachsene, feuchte und etwa 200 Meter lange Talniederung. Dabei quert er in einem Durchstich einen etwa vier Meter hohen Damm quer über die Mulde, der wohl früher ebenfalls einen See angestaut hat, welcher aber schon auf einer topographischen Karte von 1936 nicht mehr eingezeichnet ist.
Der vordere, also untere der beiden heute noch bestehenden Schenkenseen ist etwas über 0,2 ha groß, das Wasser in ihm steht auf etwa 415 m ü. NHN und fließt durch ein Gatter aus Holzlatten ab. Er ist hinter einem ungefähr 3 m hohen Seedamm angestaut, über den der vom oberen See her linksseits am Talgrund verlaufende Wirtschaftsweg in den rechtsseitigen einmündet. Im Einlaufbereich steht Schilfröhricht. Der See wurde in den Jahren um etwa 2010 offenbar ausgebaggert, denn links etwas über dem Ufer wurde mit dem lehmigen Aushub eine große Trichterdoline verfüllt und überdeckt. Am rechten Ende des Seedamms gab es früher einen Rastplatz mit Bänken, der aber abgebaut wurde, weil Feiernde den See mit Abfällen verschmutzten.
Die Seen sind am besten zugänglich über den rechtsseits an ihnen vorbeilaufenden Waldwirtschaftsweg, der nahe dem Gründelhardter Birkhof beginnt, durch die Mörderklinge aufs Bachniveau absteigt, beide Seen passiert und an einem Wanderparkplatz am westlichen Waldrand in einen öffentlichen Fahrweg übergeht, der von Süden her in Markertshofen Anschluss ans Straßennetz hat. Den größten Teil dieser Trasse nutzt auch ein Radweg von Gründelhardt nach Obersontheim.
Die ruhig im Wald liegenden Seen sind im Sommer ein beliebtes Wochenendausflugsziel für Bewohner der umliegenden Orte.

### LUBW
Amtliche Online-Gewässerkarte mit passendem Ausschnitt und den hier benutzten Layern: Schenkensee und Umgebung

Allgemeiner Einstieg ohne Voreinstellungen und Layer: Daten- und Kartendienst der Landesanstalt für Umwelt Baden-Württemberg (LUBW) (Hinweise)
1. 1 2 3  Höhe nach dem Höhenlinienbild auf dem Hintergrundlayer Topographische Karte.
2. 1 2 3  Seefläche nach dem Layer Stehende Gewässer.
3. ↑  Einzugsgebiet abgemessen auf dem Hintergrundlayer Topographische Karte.

### Andere Belege
1. ↑  Wolf-Dieter Sick: Geographische Landesaufnahme: Die naturräumlichen Einheiten auf Blatt 162 Rothenburg o. d. Tauber. Bundesanstalt für Landeskunde, Bad Godesberg 1962. → Online-Karte (PDF; 4,7 MB)
2. ↑  Geologie nach den Layern zu Geologische Karte 1:50.000 auf: Mapserver des Landesamtes für Geologie, Rohstoffe und Bergbau (LGRB) (Hinweise)
3. ↑  Karte mit nur zwei Seen und dem Seedamm dazwischen:
  - Meßtischblatt 6925 Obersontheim von 1936 in der Deutschen Fotothek